# Kübra Tanrıkulu
Kübra Tanrıkulu est une joueuse de volley-ball turque née le 2 février 1992 à Ankara. Elle mesure 1,87 m et joue au poste de réceptionneuse-attaquante. 

## Clubs
| Club                     | De        | À         |
| ------------------------ | --------- | --------- |
| SGK Ankara               |           | 2010-2011 |
| MKE Ankaragücü           | 2011-2012 | 2011-2012 |
| Nilüfer Belediye         | 2012-2013 | 2013-2014 |
| Bolu Belediyespor        | 2014-2015 | 2014-2015 |
| Balıkesir BBSK           | 2015-2016 | 2015-2016 |
| Gümüşhane Gençlerbirliği | 2016-2017 | 2016-2017 |
| TED Ankara Kolejliler    | 2017-2018 | 2017-2018 |
| Pursaklar Belediyesi     | 2018-2019 | 2018-2019 |
| Kahramankazan Belediye   | 2019-2020 | 2019-2020 |
| Adam Voleybol Gaziantep  | 2020-2021 | …         |